# 西兰大区
西蘭大区（丹麥語：Region Sjælland）是丹麥五大區之一，2007年1月1日由原來的羅斯基勒郡、西西蘭郡和斯托海峽郡合併而成。下分17个市镇。
面積7,273平方公里，2008年人口819,427人。行政中心为索勒。